# 希里亚耶韦
47°23′16″N 30°11′28″E / 47.38778°N 30.19111°E

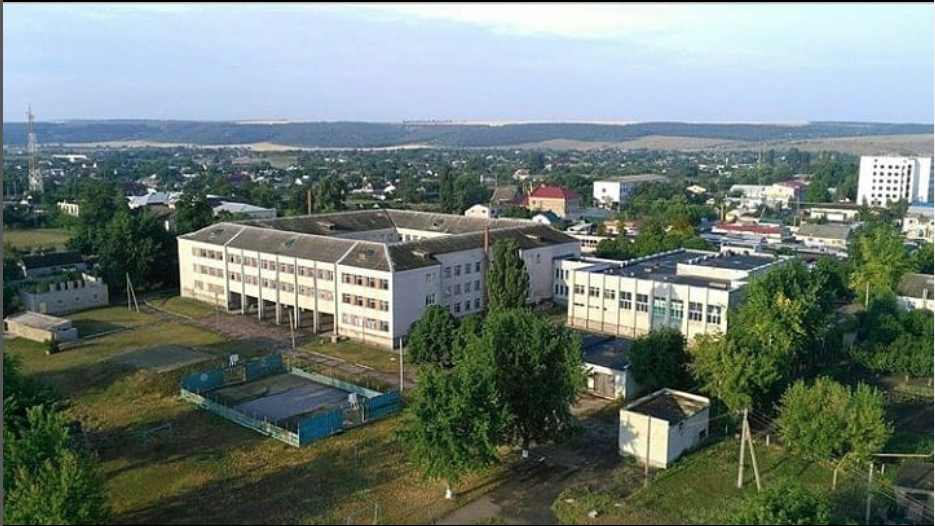
市容

希里亞耶韋（烏克蘭語：Ширяєве），又按俄语名译为希里亚耶沃，是位於烏克蘭西南部的鎮，由敖德萨州贝雷济夫卡区的希里亞耶韋市鎮負責管轄，並曾是希里亞耶韋區被撤銷前的行政中心。該鎮始建於1795年，面積9.14平方公里，2011年人口13,455，人口密度每平方公里1,472.1人。

## 備註
1. ↑  俄语：，羅馬化：Shiryayevo